# HMS Good Hope (1901)
L'HMS Good Hope fou un creuer cuirassat de la Royal Navy, de 14.100 tones de desplaçament i de la classe Drake. Inicialment s'havia d'anomenar Africa, però es canvià el nom abans de la botadura. Es col·locà la quilla l'11 de setembre de 1899 i es botà el 21 de febrer de 1901.

## Servei actiu
Fou el vaixell insígnia de la 1a esquadra de creuers de la Flota Atlàntica a partir de 1906, i de la 2a esquadra a partir de 1908. El 1913 fou retirat i passà a la reserva, però l'esclat de la Primera Guerra Mundial, obligà la Royal Navy a retornar-lo al servei actiu, incorporat a la 6a esquadra de creuers. Poc després el Good Hope fou enviat a reforçar la flota de creuers de l'almirall Christopher Cradock, destinada a protegir els vaixells britànics en les rutes cap a Amèrica. En conseqüència, abandonà Portsmouth el 2 d'agost de 1914 sota el comandament del capità Philip Francklin, i es dirigí cap a Halifax, a Nova Escòcia, on en aquells moments es trobava la flota de Cradock, i passà a ser el vaixell insígnia de l'almirall.
Durant les següents setmanes realitzà tasques d'escorta de vaixells mercants britànics per l'Atlàntic i posteriorment, juntament amb la resta de la flota de Cradock, rebé la missió de cercar i enfonsar la flota de creuers d'Àsia de l'almirall Maximilian von Spee. Així, el 22 d'octubre de 1914 partí de Port Stanley, a les illes Malvines i, travessant el Cap d'Hornos, entrà al Pacífic, sabent que la flota de Spee es trobava rumb a les costes xilenes.
L'1 de novembre es produí l'encontre de la flota de Cradock amb els vaixells alemanys, en la batalla de Coronel, en la qual el Good Hope resultà enfonsat com el HMS Monmouth, amb la pèrdua de total dels 1.570 tripulants.